# Olia Lialina
Olia Lialina, née à Moscou le 4 mai 1971, est une artiste qui travaille avec le medium Internet.

## Biographie
Olia Lialina est une pionnière du Net art. Elle a fait partie du groupe net.art aux côtés des artistes Heath Bunting, Vuk Cosic, Jodi et Alexei Shulgin jusqu'à la proclamation de la mort du groupe en 1998. 
Elle a étudié l'analyse cinématographique et le journalisme à l'université d'État de Moscou. Elle a fondé le site Art Teleportacia, un des premiers sites d'exposition virtuelle où elle présente ses travaux et ceux d'autres net artistes.